# Pusztapó megállóhely
Pusztapó megállóhely egy Jász-Nagykun-Szolnok vármegyei vasúti megállóhely, Kétpó településen, a MÁV üzemeltetésében. A település központjától 3-4 kilométerre nyugatra található, az azonos nevű külterületi településrész mellett; közúti elérését a 4632-es útból kiágazó 46 347-es út szolgálja ki

## Vasútvonalak
A megállóhelyet az alábbi vasútvonalak érintik:
- Szajol–Lőkösháza-vasútvonal

## Kapcsolódó állomások
A megállóhelyhez az alábbi állomások vannak a legközelebb:
- Tiszatenyő vasútállomás (Szajol–Lőkösháza-vasútvonal)
- Kétpó megállóhely (Szajol–Lőkösháza-vasútvonal)

## Forgalom
| Járat        | Útvonal | Gyakoriság |
| ------------ | --- | ---------- |
| személyvonat | Szolnok – Szajol – Tiszatenyő – Pusztapó – Kétpó – Csugar – Mezőtúr – Nagylapos – Gyoma – Csárdaszállás – Mezőberény – Murony – Békéscsaba – Kétegyháza – Lőkösháza | Változó    |